# Medborgarrättsrörelsen i Sverige
Medborgarrättsrörelsen i Sverige, MRRS, är en svensk ideell förening som sedan 1974 har arbetat för att vidga enskilda människors frihet och att stärka de medborgerliga rättigheterna i den svenska grundlagen. 
Som nystartad förening hette den Medborgarrörelsen Sveriges väljare (MSV), efter samgåendet med Friheten i Sverige 1988 Medborgarrättsrörelsen Friheten i Sverige (MRFS) och 1999-2021 Medborgarrättsrörelsen (MRR). 

## Grundande och tidig historia
Medborgarrättsrörelsen hade sitt konstituerande möte den 14 mars 1974. Upphovsmännen ansåg att den nyligen beslutade regeringsformen, som skulle komma att träda i kraft från och med den 1 januari 1975, inte hade tagits fram i dialog med medborgarna. De ansåg också att den nya grundlagen hade allvarliga brister, framförallt när det gällde skyddet för mänskliga fri- och rättigheter. (Det är ett faktum att rättighetskapitlet i regeringsformen, 2 kap., vid regeringsformens antagande 1974 bara hade ett fåtal paragrafer. Avsikten var att det skulle kompletteras senare.)
Till stöd för sina uppfattningar hade Medborgarrättsrörelsen en SIFO-undersökning om den nya grundlagen. Undersökningen visade att svenska folket på avgörande punkter hade en annan uppfattning om grundlagen än vad riksdagen hade. Den 9 november 1974 hölls den första stämman och föreningen antog ett handlingsprogram.
Initiativtagare och förste ordförande var regeringsrådet Gustaf Petrén i samarbete med Anne Marie Bratt, ordförande för Nya Tisdagsklubben. Bland styrelseledamöterna har märkts Leif Leifland (ambassadör och kabinettssekreterare), Fredrik Sterzel (justitieråd och professor i konstitutionell rätt), Per Rudberg (amiral och chef för marinen), Jarl Kulle (skådespelare), Agneta Pleijel (regissör och professor) och Ulf Brunnberg (skådespelare).
Medborgarrättsrörelsen har synts i offentligheten främst genom sina debattartiklar, men uppmärksammades under 1970- och 80-talen också på nyhetsplats och på ledarsidorna. Expressen stödde 1977 rörelsens förslag om möjlighet till rättslig prövning av myndighetsbeslut och skadestånd. Denna ordning  skulle enligt Medborgarrättsrörelsen ersätta det 1976 avskaffade tjänstefelet. I ett uppmärksammat uttalande sade statsminister Olof Palme att Europadomstolen höll på att bli en ”lekstuga för Gustaf Petrén”. Rörelsen uppmärksammades också för sin kampanj för en svensk författningsdomstol och i debatten om chefs-JO Per-Erik Nilssons tjästeutövning.

## Samgående med Friheten i Sverige och senare historia
Medborgarrättsrörelsen gick 1988 samman med Friheten i Sverige, vars grundare Andres Küng blev vice ordförande i den gemensamma organisationen Medborgarrättsrörelsen Friheten i Sverige. Küng efterträdde 1990 Petrén som ordförande.

## Ordförande
| 1974–1990 | Gustaf Petrén, regeringsråd                |
| 1990–1993 | Andres Küng, debattör och författare       |
| 1993–1994 | Allan Ekström, hovrättsråd och riksdagsman |
| 1994–1997 | Brita Sundberg-Weitman, lagman             |
| 1997–1998 | Gustaf Lagerbjelke, hovrättsråd            |
| 1998–2007 | Anita Enflo, fil dr                        |
| 2007–2016 | Dick Erixon, ekonom och journalist         |
| 2016–ff   | Leif V Erixell, Författare och debattör    |

## Medborgarrättspris
- 2018: Rebecca Weidmo Uvell
- 2019: Henrik Jönsson
- 2020–2021: Johan Westerholm
- 2022–2023: Patrik Engellau